# الهجرة (بني حشيش)

تعديل مصدري - تعديل

الهجرة هي إحدى قرى عزلة عيال مالك بمديرية بني حشيش التابعة لمحافظة صنعاء، بلغ تعداد سكانها 735 نسمة حسب تعداد اليمن لعام 2004.